# Bélgica en los Juegos Paralímpicos de Atlanta 1996
Bélgica estuvo representada en los Juegos Paralímpicos de Atlanta 1996 por un total de 38 deportistas, 32 hombres y seis mujeres.

## Medallistas
El equipo paralímpico belga obtuvo las siguientes medallas:
| Nombre                                         | Deporte          | Evento                                 |
| ---------------------------------------------- | ---------------- | -------------------------------------- |
| Oro                                            |                  |                                        |
| Marianne Van Brussel                           | Atletismo        | Jabalina F10-11 femenino               |
| Steve Orens                                    | Atletismo        | 800 m T52 masculino                    |
| Gino de Keersmaeker                            | Atletismo        | Disco F42 masculino                    |
| Thierry Daubresse                              | Atletismo        | Peso F42 masculino                     |
| Guy Culot                                      | Ciclismo en ruta | 1500 m contrarreloj triciclo CP2 mixto |
| Carine Van Puyvelde                            | Natación         | 100 m braza B2 femenino                |
| Carine Van Puyvelde                            | Natación         | 200 m braza B2 femenino                |
| Ingrid Borre                                   | Tenis de mesa    | Individual 6-8 femenino                |
| Plata                                          |                  |                                        |
| Steve Orens                                    | Atletismo        | 5000 m T52-53 masculino                |
| Steve Orens                                    | Atletismo        | 10 000 m T52-53 masculino              |
| Alex Hermans                                   | Atletismo        | Peso F35 masculino                     |
| Kurt Van Raefelghem                            | Atletismo        | Pentatlón P12 masculino                |
| Guy Culot                                      | Ciclismo en ruta | 5000 m contrarreloj triciclo CP2 mixto |
| Sabrina Bellavia                               | Natación         | 50 m libre S9 femenino                 |
| Sebastian Xhrouet                              | Natación         | 200 m estilos SM6 masculino            |
| Sebastian Xhrouet                              | Natación         | 400 m libre S7 masculino               |
| Ingrid Borre                                   | Tenis de mesa    | Clase abierta 6-10 femenino            |
| Dimitri Ghion                                  | Tenis de mesa    | Clase abierta 1-5 masculino            |
| Bronce                                         |                  |                                        |
| Benny Govaerts                                 | Atletismo        | 5000 m T34-37 masculino                |
| Kurt Van Raefelghem                            | Atletismo        | Salto de longitud F12 masculino        |
| Sabrina Bellavia                               | Natación         | 100 m libre S9 femenino                |
| Sabrina Bellavia                               | Natación         | 400 m libre S9 femenino                |
| Paul Driesen                                   | Bochas           | Individual C1 wad mixto                |
| Marie-Line Pollet                              | Tenis de mesa    | Individual 3 femenino                  |
| Dimitri Ghion Alain Ledoux Jean-Marc Pletinckx | Tenis de mesa    | Equipo 4-5 masculino                   |